# Panzerkampfwagen IV
Panzerkampfwagen IV или само Panzer IV, съкр. Pz.Kpfw.IV (транслитерирано: Панцеркампфваген, букв. превод „бронирана бойна кола“) е един от най-широко разпространените немски танкове, използвани от Вермахта през Втората световна война.

## История
Танкът Pz.Kpfw.IV е немският танк, изнасян най-много в други страни. Според немски данни в периода 1942 – 1944 г. Германия е експортирала 490 машини, от които:
1. Унгария – 104 танка, от които 22 Ausf.F1, 10 Ausf.F2, 72 Ausf.Н и Ausf.J.
2. Румъния – 142 танка Ausf.G.
3. България – 97 танка Ausf.G и Ausf.Н.
4. Хърватска – 10 танка Ausf.F1 и Ausf.G.
5. Финландия – 14 танка Ausf.J.
6. Турция – 33 танка Ausf.G и Ausf.Н.
7. Испания – 90 танка Ausf.Н и Ausf.J.

## Техническо описание
Средният танк Pz.Kpfw.IV има класическа за немското танкостроене компоновка – с предноразположена трансмисия. Корпусът е разделен на три отделения: за управление (трансмисионно), бойно и моторно.
Отделението за управление се намира в предната част на машината. В него са разположени главният фрикцион, скоростната кутия, механизмите за завиване и органите за управление, контролните прибори, курсовата картечница (с изключение на Ausf.B и Ausf.C), радиостанцията и работните места на механик-водача и стрелеца-радист.
Бойното отделение се намира в средната част на танка. В него са разположени оръдието и сдвоената картечница (в куполата), приборите за наблюдение и прицелване, механизмите за вертикално и хоризонтално управление на оръдието, работните места на командира, пълнача и мерача. Боекомплектът е разположен в купола и корпуса.
Моторното отделение е разположено в кърмовата част на корпуса. В него са разположени двигателят и всички негови системи и спомагателният движител на механизма за завъртане на купола.

### Корпус
Корпусът на танка е изграден от заварени бронелистове с повърхностна циментация, като цяло разположени под прав ъгъл един спрямо друг.
В предната част на покрива на подкуполната кутия са монтирани люковете за механик-водача и стрелеца-радист. Люковете се затварят с правоъгълни капаци, монтирани на панти. При модификацията Ausf.А люковете са с две врати, а при всички останали – монолитни. Във всеки капак с изключение при модификациите Ausf.Н и Ausf.J има отвор за изстрелване на сигнални ракети.
В челния бронелист от лявата страна е монтиран прибор за наблюдение на механик-водача, включващ блок от триплекс и бинокулярен перископичен прибор KFF 2 (в модификацията Ausf.A – KFF 1). При модификациите Ausf.В, С, D, Н и J перископичен прибор не е монтиран.
По бордовете на отделението за управление вдясно от механик-водача и вляво от стрелеца-радист са монтирани прибори за наблюдение, затваряни с подвижни бронекапаци.
На приборния панел на механик-водача е монтирано индикаторно устройство с два светлинни датчика, което му помага да определя положението на оръдието.
Между моторното и бойното отделение е монтирана преграда. В покрива на моторното отделение са монтирани два люка, затваряни с два подвижни капака. От модификацията Ausf.F1 на капаците се монтират жалузи. В обратните скосявания на левия борд е монтиран въздухоприводът на радиатора, а на десния борд – въздухоотводът на вентилаторите.

### Купол
Куполът е шестоъгълен, разположен симетрично спрямо оста на танка. Изпълнен е от заварени помежду си бронелистове. Монтиран е на кръгла опора в подкуполния бронелист на корпуса. В предната ѝ част, в специална оръдейна маска, е монтирано оръдието, сдвоената картечница и прицелът. Вдясно и вляво от маската са монтирани малки люкове за наблюдение със стъкло от триплекс. Люковете се затварят с бронекапаци посредством механизми от вътрешната страна. След модификацията Ausf.G десният люк е премахнат.
Въртенето на купола се осъществява с механизъм, развиващ скорост 14°/s. Пълното завъртане на купола става за 26 s. Маховиците за ръчно завъртане на купола са разположени до мерача и пълнача.
В задната част на тавана на купола е монтирана командирската кула. Командирът влиза в купола през люк в кулата, затварящ се с две врати, а при по-късните модификации – с една. В стената на кулата са монтирани пет наблюдателни процепа, снабдени с триплексово стъкло. На командирското място е монтирано циферблатно устройство за определяне местоположението на целите. Подобно устройство е монтирано на работното място на мерача.
В двата борда на купола са монтирани люкове за членовете на екипажа, които се затварят с единични или двойни капаци (от модификацията Ausf.F1). В капаците са монтирани прибори за наблюдение. В кърмовия бронелист на купола са оставени два отвора за стрелба с личното оръжие. На част от машините модификация Ausf.Н и Ausf.J приборите за наблюдение и отворите не са монтирани поради монтирането на специални екрани.

### Силова установка
На танка Pz.Kpfw.IV, в зависимост от модификацията, са монтирани три модела двигатели – „Maybach“ HL 108TR (250 к.с./184 kW), „Maybach“ HL 120TR (300 к.с./220 kW) и „Maybach“ HL 120TRM (300 к.с./220 kW). Конструктивно двигателите са аналогични.
Двигателите са 12-цилиндрови, V-образни (разположение на цилиндрите – 60°), карбураторни, четиритактови. Диаметър на цилиндрите съответно 100 и 105 mm, ход на буталото 115 mm, степен на сгъстяване 6,5. Работният обем е съответно 10 838 cm³ и 11 867 cm³.
За гориво е използван етилиран бензин с октаново число не по-ниско от 74. Подаването на горивото се осъществява от две горивни помпи Solex, а обогатяването – от два карбуратора Solex 40 JFF II. Общият запас от гориво при всички модификации е 420 l в три резервоара, изключение прави модификацията Ausf.J – запас от 609 l в четири резервоара.
Охладителната система е водна, с един радиатор, разположен под наклон от лявата страна на двигателя, и два радиатора, разположени от дясната страна.
От дясната страна на двигателя е монтиран двигателят за завъртане на купола. При модификациите Ausf.A до Е е тип DKW PZW 600, а при модификациите Ausf.E до Н е тип ZW 500. Двигателят има мощност 11 к.с. и работен обем 585 cm³. Горивото представлява смес от бензин и масло. Обем на резервоара – 18 l.

### Трансмисия
Трансмисията на танка се състои от карданна предавка, тридисков главен фрикцион със сухо триене, скоростна кутия, планетарен механизъм, бордови предавки и спирачки.
Скоростната кутия при модификацията Ausf.A е 5-скоростна тип „Zahnradfabrik“ SFG75, при модификациите Ausf.B до G – 6-скоростна тип „Zahnradfabrik“ SSG76, а при модификациите Ausf.Н до J – 6-скоростна тип „Zahnradfabrik“ SSG77. И трите типа скоростни кутии са тривалови със съосно разположени водещ и воден вал и пружинно-дискови синхронизатори.

### Ходова част
Ходовата част на танка от страната на всеки борд включва осем сдвоени гумирани опорни ролки с диаметър 470 mm и четири сдвоени гумирани поддържащи ролки. Опорните ролки са монтирани по две в четири балансирани талиги. Окачването на всяка талига се състои от четвъртично-елиптични листови ресора.
Водещите колела са разположени в предната част. Снабдени са със сменяеми зъбчати венци, всеки с по 20 зъба.
Веригите са стоманени, с дребни звена. Състоят се от 101 едногребенни трака. Ширина – 360 mm (от модификацията Ausf.F1 – 400 mm).

### Електрооборудване
Електрооборудването е изпълнено по еднопроводна схема с напрежение 12 V. Източници за захранване – генератор Bosch GTLN 600/12 – 1500 с мощност 0,6 kW (при Ausf.A – два генератора Bosch GQL300/12 с мощност по 300 kW всеки), четири акумулатора Bosch (105 Ah). Потребители: електростартер Bosch BPD 4/24 с мощност 2,9 kW (при Ausf.A – два стартера), запалителна система, куполен вентилатор, контролни прибори, осветление на прицелите, прибори за звукова и светлинна сигнализация, апаратура за външно и вътрешно осветление, спусъците на оръдието и картечниците.

### Средства за свръзка
На всички танкове Pz.Kpfw.IV са монтирани радиостанции Fu 5, с далечина на свръзката 6,4 km на телефония и 9,4 km телеграфия.

### Въоръжение
Поради големия брой модификации танкът Pz.Kpfw.IV има различно оръдейно въоръжение.
- На Pz.Kpfw.IV Ausf.A – F1 е монтирано 75-mm оръдие KwK 37 на компанията Rheinmetall-Borsig с дължина на цевта 24 калибър (1765,3 mm) и тегло 490 kg. Вертикалното прицелване е в рамките от –10° до +20°. Затворът е вертикален, клиновиден, а спусъкът – електрически. Боекомплектът включва димни (тегло 6,21 kg, Vначална скорост 455 m/s), осколъчно-фугасни (5,73 kg, 450 m/s), бронебойни (6,8 kg, 385 m/s) и кумулативни (4,44 kg, 485 m/s) снаряди.

- На Pz.Kpfw.IV Ausf.F2 – G е монтирано 75-mm оръдие KwK 40 на компанията Rheinmetall-Borsig с дължина на цевта 43 калибър (3473 mm) и тегло 670 kg. Вертикалното прицелване е в рамките от –10° до +20°. Затворът е вертикален, клиновиден, а спусъкът – електрически. Боекомплектът включва димни (тегло 6,21 kg, V начална скорост 455 m/s), осколъчно-фугасни (5,73 kg, 450 m/s), бронебойни (6,8 kg, 385 m/s) и кумулативни (4,44 kg, 485 m/s) снаряди.

- На Pz.Kpfw.IV Ausf.H – J е монтирано 75-mm оръдие KwK 40 на компанията Rheinmetall-Borsig с дължина на цевта 48 калибър (3855 mm) и тегло 750 kg. Вертикалното прицелване е в рамките от –8° до +20°. Пределна дължина на отката – 520 mm. Затворът е вертикален, клиновиден, а спусъкът – електрически. В походно положение оръдието се фиксира при ъгъл на възвишение +16°. Боекомплектът включва димни (тегло 6,21 kg, Vначална скорост 455 m/s), осколъчно-фугасни (5,73 kg, 450 m/s), бронебойни (6,8 kg, 385 m/s) и кумулативни (4,44 kg, 485 m/s) снаряди.

Допълнителното въоръжение, в зависимост от модификацията на танка, се състои от сдвоена с оръдието 7,92-mm картечница MG 34 и 7,92-mm курсова картечница MG 34 (липсва при модификациите Ausf.B и С). На по-късните модификации в специално устройство Fliegerbeschutzgerat 41 или 42 е предвидена възможност за монтиране на зенитна картечница MG 34.
Първоначално прицелното оборудване на Pz.Kpfw.IV включва монокулярен телескопичен прицел TZF 5b, а след модификацията Ausf.E с TZF 5f или TZF 5f/1. Прицелите са с 2,5 кратно увеличение. Курсовата картечница е снабдена с 1,8-кратен телескопичен прицел KZF 2.
Боекомплектът на оръдието в зависимост от модификацията се състои от 80 до 122 снаряда. При командирските машини и машините на ПАН боекомплектът се състои от 64 снаряда. Боекомплектът на допълнителното въоръжение, в зависимост от модификацията, се състои от 2700 до 3150 патрона.

## Бойно използване
Първото бойно кръщение на Pz.Kpfw.IV е участието в окупацията на Австрия и Судетската област през 1938 г. На следващата година танкът е използван и в окупацията на Чехословакия.
В навечерието на нахлуването в Полша в редовете на Вермахта се числят общо 211 танка Pz.Kpfw.IV от модификациите Aufs.A, Aufs.В и Aufs.С. По тогавашния щат една танкова дивизия има на въоръжение 24 танка Pz.Kpfw.IV, във всеки танков полк по 12 машини. Въпреки това по пълния щат тогава са окомплектовани само танковите полкове от състава на 1 тд и учебният танков батальон, придаден на 3 тд. В останалите танкови съединения са зачислени само по няколко машини. В хода на полската кампания Вермахтът губи общо 76 танка Pz.Kpfw. IV, от които 19 безвъзвратно.
В навечерието на нахлуването във Франция на въоръжение във Вермахта има 290 танка Pz.Kpfw.IV и 20 мостопоставяча на тяхна база. Почти всички танкове от този тип са на въоръжение в дивизиите, действащи по направление на главния удар. В хода на френската кампания Вермахтът губи общо 97 танка Pz.Kpfw.IV, от които 30 безвъзвратно.
В началото на 1940 г. броят на Pz.Kpfw.IV в танковите съединения се увеличава. От една страна това става на базата на увеличено производство, а от друга, с намаляването на щатния брой на танкове в самите танкови дивизии.
В хода на бързата балканска кампания през есента на 1941 г. Вермахтът не губи нито един танк Pz.Kpfw.IV. Въпреки че е планирано участието на Pz.Kpfw.IV в операцията по овладяване на остров Крит, танковете не са използвани.
В навечерието на нахлуването в СССР от 3582 боеготови танка 439 са Pz.Kpfw.IV.

## Производство
|                          | 1937 | 1938 | 1939 | 1940 | 1941 | 1942 | 1943 | 1944 | 1945 | Всичко |
| Pz.Kpfw.IV с KwK 37 L/24 | 13   | 102  | 141  | 280  | 480  | 117  |      |      |      | 1133   |
| Pz.Kpfw.IV с KwK 40 L/43 |      |      |      |      |      | 877  | 598  |      |      | 1475   |
| Pz.Kpfw.IV с KwK 40 L/48 |      |      |      |      |      |      | 2425 | 3225 | 438  | 6088   |
| Всичко                   | 13   | 102  | 141  | 280  | 480  | 994  | 3023 | 3225 | 438  | 8696   |

## Модификации
- Pz.Kpfw.IV Ausf.A (Sd.Kfz. 161) е базовата серия на машината. Снабдена е с 12-цилиндров V-образен карбураторен двигател „Maybach“ HL 108TR (250 к.с./184 kW) с водно охлаждане. Скоростната кутия е механична петскоростна, модел „Zahnradfabrik“ ZF SFG75. Двигателят е разположен несиметрично, по-близо до десния борт. Ходовата част се състои от 8 сдвоени опорни ролки с малък диаметър, сдвоени по две в тельожка, 4 поддържащи ролки, предно разположено водещо колело и направляващо колело с обтягащ механизъм. Окачването е изпълнено на четвърт елиптични листови ресори. Броневата защита е различна: борд и кърма – 15 mm; челна броня – 20 mm; челна броня на куполата – 30 mm. Бойно тегло – 17,3 t. Въоръжение: 75-mm оръдие KwK 37 с дължина на цевта 24 кал. (L/24) (120 снар.) и 2 х 7,92-mm картечници MG 34 (едината сдвоена с оръдието, другата – курсова) с боекомплект 3000 патрона. В периода октомври 1937 г. – март 1938 г. са произведени 35 машини.

- Pz.Kpfw.IV Ausf.В (Sd.Kfz. 161) е последваща модификация на танка. Снабдена е с 12-цилиндров V-образен карбураторен двигател „Maybach“ HL120TR (300 к.с./220kW) с водно охлаждане. Скоростната кутия е механична петскоростна, модел „Zahnradfabrik“ ZF SFG76. Въоръжение: 75-mm оръдие KwK 37 с дължина на цевта 24 кал. (L/24) (80 снар.) и 7,92-mm картечница MG 34 (2700 патрона). Броневата защита е същата, само челната броня е увеличена на 30 mm. Направени са промени по люковете на механик водача и командирската кула. Монтирани са нови прибори за наблюдение и допълнителни перископи. В периода април – септември 1938 г. са произведени 45 машини.

- Pz.Kpfw.IV Ausf.С (Sd.Kfz. 161) – в третата модификация на танка не са направени големи изменения в сравнение с Ausf.В. Първоначално танкът е снабден с използвания в Ausf.В двигател „Maybach“ HL120TR, а от 40-а машина от серията (зав. номер – 80341) е монтиран модернизирания „Maybach“ HL120TRM. Монтиран е бронекожух за сдвоената картечница. В периода септември 1938 г. – август 1939 г. са произведени 140 машини (136 танка и 6 шасита за инженерни машини). По-късно два танка са преоборудвани в мостопоставачи.

- Pz.Kpfw.IV Ausf.D (Sd.Kfz. 161) – в сравнение с предишните модификации отново е поставена курсова картечница с допълнителна правоъгълна бронировка. Дебелината на бордовата броня на корпуса и купола е увеличена на 20 mm. В периода 1940 – 1941 г. челната броня е усилена с 20 mm бронелистове. По-късно произведените машини от серията имат допълнителни вентилационни отверстия в моторното отделение (вариант Ausf.D.Тр – тропически). В периода октомври 1939 г. – май 1940 г. са произведени 229 машини. През април 1940 г. 10 машини от серията са модифицирани в мостопоставячи. В периода 1942 – 1943 г. в хода на капитален ремонт неголямо количество са въоръжени със 75 mm дългостволно оръдие F2. През февруари 1942 г. 2 танка са преоборудвани в САУ, въоръжени със 105 mm оръдие К18.

- Pz.Kpfw.IV Ausf.E (Sd.Kfz. 161) – основна разлика в модификацията е значителното увеличение на бронезащитата – челната е 30 mm, усилена с допълнителен 30 mm екран; челото на куполата е 30 mm, а оръдейната маска 35 – 37 mm; бордовата броня на корпуса и бронята е 20 mm; покривът и кърмата – 15 mm. Монтирани са командирска кула от нов тип с бронировка 50 – 95 mm; куполен вентилатор, усъвършенствани прибори за наблюдение, картечна люлка Kugelblende 30 за курсовата картечница; опростени водещи и направляващи колела и много други по-малки нововъведения. Бойната маса на танка достига 21 t. В периода септември 1940 г. – април 1941 г. са произведени 223 машини.

- Pz.Kpfw.IV Ausf.F1 (Sd.Kfz. 161) – модификацията се появява в резултат на анализа на бойното използване на танка в Полша и Франция. Увеличена е бронезащитата – челна броня до 50 mm, бордове – 30 mm. Монтирана е нова картечна люлка Kugelblende 50 за курсовата картечница. Поради нарастване на бойното тегло са монтирани нови 400 mm вериги. Направени са нови вентилационни отвори в тавана на моторното отделение и в люковете на трансмисията. Променено е местоположението на мотора за завъртане на куполата и мястото на заглушителя на двигателя. В периода април 1941 г. – март 1942 г. са произведени 462 машини. След юли 1942 г. 25 машини от модификацията са преоборудвани до ниво Ausf.F2.

- Pz.Kpfw.IV Ausf.F2 (Sd.Kfz. 161/1) – след направения преглед на въоръжението на Ausf.F1 е установено, че 75-mm оръдие KwK 37 не може да се справя с новите руски и английски танкове. В новата модификация са направени значителни изменения, като най-голямата е въоръжаването на танка с новото 75-mm оръдие KwK 40 с дължина на цевта 43 кал. (770 m/s). на фирмите „Krupp“ и „Rheinmetall“ с боекомплект 87 снаряда. Монтирани са нов прицел TZF 5f и нова оръдейна маска. Бойното тегло на танка достига до 23,6 t. В периода април 1942 г. – юли 1942 г. са произведени 175 машини.

- Pz.Kpfw.IV Ausf.G (Sd.Kfz. 161/2) – модификацията няма големи различия от Ausf.F. Монтиран е двукамерен дулен спирач. На последните 412 танка е монтирано 75-mm оръдие KwK 40 с дължина на цевта 48 кал., нови вериги от типа „Ostketten“, допълнителна 30 mm челна броня и бордови екрани. В периода май 1942 г. – април 1943 г. са произведени 1687 машини. Една машина е преоборудвана в прототип на самоходното оръдие Hummel.

- Pz.Kpfw.IV Ausf.Н (Sd.Kfz. 161/2) – в най-масовата модификация на танка са направени голям брой нововъведения: челната броня е увеличена на 80 mm, монтирани са 5 mm бордови екрани на корпуса и купола, променена е конструкцията на водещите колела, антената на радиостанцията е преместена на кърмата, на част от машините са монтирани негумирани поддържащи ролки, използвана е скоростна кутия „Zahnradfabrik“ ZF SSG77. Увеличено е въоръжението, като на купола е монтирана зенитна картечница MG 34 – Fliegerbeschussgerat 41 или 42. Всички външни повърхности на танка са промазани с цимерит. В периода април 1943 г. – май 1944 г. са произведени 3935 шасита, от които 3774 са използвани за танкове, 30 за щурмови оръдия Sturmgeschütz IV и 130 за САУ Brummbar.

- Pz.Kpfw.IV Ausf.J (Sd.Kfz. 161/2) – последната модификация на танка. В машината са направени следните промени: премахната е системата за автоматично въртене на купола, опростена е конструкцията на куполните люкове, демонтиран е бордовия прибор за наблюдение на механик-водача, променена е конструкцията на водещите колела, увеличен е запасът от гориво, при което запасът от ход по шосе е увеличен на 320 km. В периода юни 1944 г. – март 1945 г. са произведени 1758 машини.

## Машини на основата на Pz.Kpfw.IV
- Begleitwagen I -
- Begleitwagen II -
- Bergepanzer IV -
- Brückenleger IV е тежък мостопоставяч, създаден на базата на машини от модификацията Ausf.С и Ausf.D. През 1940 г. 20 машини са преоборудвани от „Friedrich Krupp“ AG в Есен и „Magirus“ в Улме, като 1-ва тд, 2-ра тд, 3-та тд, 5-а тд и 10-а тд получават по 4 мостопоставяча.
- Dicker Max (10.5 cm K gepanzerte Selbstfahrlafette) – прототип на унищожител на танкове, въоръжен със 105-mm оръдие sK 18.

- Fahrschulpanzer IV -
- Infanterie-Sturm-Steg IV е лек мостопоставяч, създаден на базата на машини от модификацията Ausf.С. През февруари 1940 г. са преоборудвани 2 машини от фирма „Magirus“. На мястото на куполата е монтиран лек пехотен щурмови мост.
- Minenräumpanzer IV -
- Munitionspanzerwagen IV für „Karlgerät“ е транспортьор на боеприпаси. През 1939 г. при изпитанията на 600 mm мортира „Karl“ възниква необходимостта от транспортьор на боеприпаси. През октомври същата година една машина от модификацията Ausf.D е преоборудвана. Над моторното отделение е монтирана специална товарна каросерия с вместимост 4 бр. 600 mm снаряда. В предната част на корпуса е монтиран кран за товаро-разтоварни работи. През 1941 г. са преборудвани още 13 машини от модификацията Ausf.F1.
- Munitionstraeger IV für „Hummel“
- Panzerfähre -
- Panzerbefehlswagen IV (Sd.Kfz.267) – командирска машина. В периода март – септември 1944 г. са преоборудвани 97 танка от модификацията Ausf.H. Допълнително са въоръженис радиостанция FuG 7.
- Panzerbeobachtungswagen IV – машина на предния артилерийски наблюдател (ПАН), на въоръжение в частите на самоходната артилерия. В периода юли 1944 – март 1945 г. в заводите „Nibelungenwerke“ 90 танка от модификацията Ausf.J са преоборудвани. Основното им въоръжение остава, като допълнително са монтирани радиостанция FuG 7 и далекомер TSF 1. Щатната командирска кула е заменена с подобна от StuG 40.
- Sturmgeschutz IVSturmgeschütz IV (Stug IV) (Sd.Kfz. 167) -

- Jagdpanzer IV (Sd.Kfz.162) – унищожител на танкове, произвеждан от януари 1944 г. на основата на Pz.Kpfw.IV Ausf.F. Машината е известна и с други имена – Panzerjaeger IV, JPz IVf и Sturmgeschütz neuer Art. Въоръжен е със 75-mm оръдие Pak 39 L 48. От август 1944 г. се произвежда с по-мощното оръдие 75-mm StuK L/70 в две модификации – Panzer IV/70 (V) (Sd.Kfz.162/1) и Panzer IV/70 (A) (Sd.Kfz.162/1).
- 150 cm sPzH 18/1 PzKpfw. IV „Hummel“ (Sd.Kfz.165) – Машината е известна и с името 150 cm sPzH 18/1 auf Geschuetzwagen IV, като след февруари 1944 г. названието „Hummel“ е премахнато.

## Танкът в България
До присъединяването на Царство България към Тристранния пакт на 1 март 1941 г. армията не разполага с германски танкове. В края на 1942 г. командването на армията оценява наличните машини в Бронирания полк като остарели и неотговарящи на изискванията за водене на съвременна война. Взема се решение да се създадат бронирани бригади по образец на германските танкови дивизии. За основен танк е предложен Pz.Kpfw.IV (Sd. Kfz. 161/1). При посещението на българската делегация в главната квартира на Адолф Хитлер (30 декември – 11 януари 1943 г.) министърът на войната ген. Никола Михов предоставя българските искания за нова бронетанкова техника. Германската страна приема принципно предложенията и те залягат в плана за доставки на оръжие на съюзниците „Барбара“, включващ „План 43“ и „План 44“. Първите 3 танка Pz.Kpfw.IV са получени на 5 май 1943 г. Общо до края на март 1944 г. са доставени 97 танка от модификациите Ausf.G и Ausf.H. В българската армия те се водят като бойна кола „Майбах“. Доставени са с фабричен тъмножълт цвят – Wehrmacht Olive (този цвят е цитиран в книгата на К. Матев „Бронетанкова техника 1935 – 1945“, но в чуждите източници е популярен като Dunkelgelb или RAL 7028, който е базовият фабричен цвят за германската техника от февруари 1943 г.) и с допълнителни бронирани екрани на корпуса, които са премахнати за по-лесно обслужване на техниката. По време на бойните действия в Югославия на танковете са нанесени за по-добро опознаване големи бели андреевски кръстове. От 1945 г. танковете са пребоядисани в тъмнозелен цвят – 4БО, използван от РККА, и е добавен нов отличителен знак – щит с български трибагреник.
Получаването на новите танкове позволява на командването да реорганизира бронетанковата част – със заповед №375 от 29 септември 1943 г. Бронираният полк от 1 октомври става Бронирана бригада, чиято структура копира немската танкова дивизия образец 1941 г. Танковете са разпределени в 3 дружини на бригадата, както следва: 13 танка за щаба на бригадата, 3 танка за щабовете на дружините, 6 роти х 12 танка (1, 2, 4, 5, 7, 8 роти) и 9 танка в резервния взвод.
До началото на септември 1944 г. танковете на Бронираната бригада не участват в бойни действия. На 7 септември Бронираният полк към бригадата участва в престрелка при обезоръжаване на преминаващи германски части край с. Вакарел. На 8 срещу 9 септември полкът се изнася към с. Сливница, но по нареждане на министъра на войната ген. Маринов една рота остава за охрана на обекти в столицата и реално съдейства за преврата на 9 септември. Танковете взимат участие в т.нар. Отечествена война (1944-1945 г.) в състава на Бронирания полк към Бронираната бригада. Тя е придадена към 1-ви корпус на 2-ра армия и на 15 септември 1944 г. настъпва по направление Пирот – Бяла паланка. На 17 септември край Пирот при засада едно 88-mm немско зенитно оръдие унищожава колона от 10 български танка, като загиват 41 танкисти. След този бой Бронираната бригада е изтеглена в резерв на 1-ви корпус, който на 23 септември е реформиран във 2-ра армия. На 10 октомври танковете атакуват противника в района на Власотинци съвместно с части от 12-а пехотна дивизия и до края на деня овладяват града. В периода 14 – 18 октомври танковете водят тежки боеве в района на Ниш, Прокупле и Куршумлия. В резултат на Нишката операция е унищожена изтеглящата се колона на 7-а SS доброволческа планинска дивизия „Принц Ойген“. След боевете при Вучи трън и Митровица на 25 ноември 1944 г. Бронираната бригада се изтегля към София и участва в тържественото посрещане на войските на 2 декември.
Във втората фаза на войната участват 22 танка Pz.Kpfw.IV „Майбах“, които влизат в състава на новосформираната Първа българска армия. Танковете вземат участие в Дравската отбранителна операция (6 – 21 март 1945 г.) и Мурската настъпателна операция (29 март – 13 май 1945 г.) От трофейните складове на Трети украински фронт са предоставени на българската армия няколко танка Pz.Kpfw.IV включително от последната версия – Ausf.J. Танк от тази версия се намира и във външната експозиция на Националния военно-исторически музей в София.
След 1948 г. за основен боен танк е определен съветският Т-34-85 и танковете Pz.Kpfw.IV „Майбах“ са свалени от въоръжение, но до средата на 50-години се използват за обучение на механик-водачи. След 1955 г. танковете, както и щурмовите оръдия, са вкопани като дълговременни-огневи съоръжения по границата с Турция като част от отбранителната линия „Крали Марко“.
След 2007 г. повечето от танковете и щурмовите оръдия са извадени. Част от тях са претопени за скрап, друга отиват на търг за колекционери, а малка част са реставрирани и са изложени в Музея на бойната слава в Ямбол.